# Zarząd Przemysłu Maszynowego i Mechanizacji Leśnictwa
Zarząd Przemysłu Maszynowego i Mechanizacji Leśnictwa – jednostka organizacyjna Ministerstwa Leśnictwa istniejąca w latach 1951–1972, powołana w celu zorganizowania i dostosowania produkcji maszyn i sprzętu specyficznie leśnego do potrzeb gospodarstwa i przemysłu leśnego oraz mechanizacji pracy.

## Powołanie Zarządu
Na podstawie uchwały Prezydium Rządu z 1951 r. w sprawie utworzenia w Ministerstwie Leśnictwa, Zarządu Przemysłu Maszynowego i Mechanizacji Leśnictwa ustanowiono Zarząd.

## Przedmiot działania Zarządu
Przedmiotem działania Zarządu był operatywny nadzór, koordynacja, kontrola i ogólne kierownictwo przedsiębiorstw podległych, a w szczególności:
- badania potrzeb resortu leśnictwa w zakresie sprzętu technicznego i narzędzi leśnych,
- normalizacja sprzętu technicznego i narzędzi leśnych oraz opracowywania typowej dokumentacji technicznej,
- opracowywanie środków i metod mechanizacji robót, transportu leśnego oraz opracowywanie potrzebnej dokumentacji technicznej i prototypów,
- opracowywanie zbiorczych planów działalności podległych przedsiębiorstw i nadzór nad ich wykonaniem,
- opracowywanie procesów technologicznych i organizacji produkcji,
- dbanie o stały postęp technologiczny i racjonalizację,
- ulepszanie i kontrola jakości produkcji,
- wzajemna koordynacja działalności przedsiębiorstw, zwłaszcza w zakresie produkcji, zaopatrzenia i zbytu,
- nadzór i koordynacja gospodarki finansowej,
- regulowanie zagadnień pracy i płac,
- opracowywanie norm i instrukcji organizacyjnych,
- planowanie inwestycji i nadzór nad ich wykonawstwem,
- nadzór nad konserwacją i remontami maszyn, urządzeń, sprzętu i budowli,
- nadzór nad eksploatacją majątku przydzielonego przedsiębiorstwom,
- organizowanie doszkalania kadr fachowych.

## Zniesienie Zarządu
Na podstawie uchwały Rady Ministrów z 1972 r. w sprawie utraty mocy obowiązującej niektórych uchwał Rady Ministrów, Prezydium Rządu, Komitetu Ekonomicznego Rady Ministrów i Komitetu Ministrów do Spraw Kultury, ogłoszonych w Monitorze Polskim zlikwidowano Zarządu.